# Schans (Kessel-Eik)

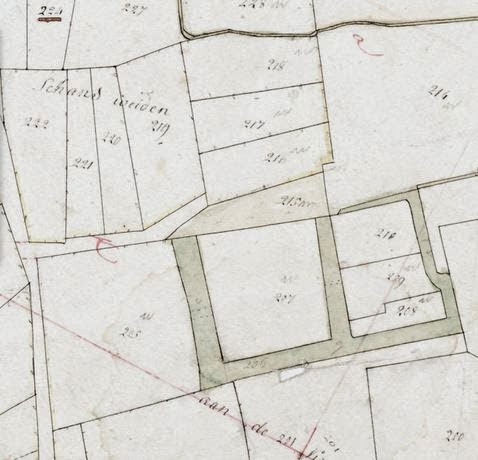
De schans van Kessel-Eik op het kadastraal minuutplan van 1811-1832

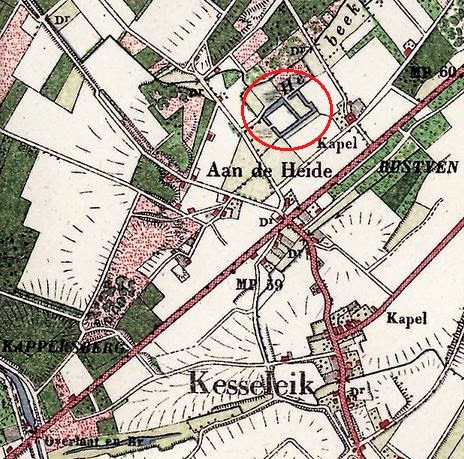
De schans van Kessel-Eik op een militaire kaart uit 1895

De schans bij Kessel-Eik was een boerenschans in de Nederlandse gemeente Peel en Maas.
De schans ligt ten noorden van het dorp en is nog in het terrein te herkennen. Even ten noorden van de schans stroomt de Tasbeek.

## Geschiedenis
Rond 1605 werd de schans opgeworpen dorpen Kessel en Beesel.
Op de Nettekening van rond 1840 staat de schans aangegeven.

## Constructie
De schans had een vierkant plattegrond en werd omgeven door een waterhoudende gracht.